# 费代里科·迪马尔科
费代里科·迪马尔科（義大利語：Federico Dimarco；1997年11月10日—），是一名意大利足球运动员，场上司职左后卫，現時效力意甲球队国际米兰、意大利国家足球队。

## 俱乐部生涯

### 国际米兰
迪马尔科是国际米兰青训出品。2014年12月11日，在国米客场0-0战平卡拉巴克的欧联杯小组赛中，17岁的迪马尔科于第84分钟时替补登场，换下了丹布罗西奥，完成了职业生涯首秀，帮助球队提前晋级淘汰赛阶段。2015年2月1日，在国米客场1-3不敌萨索洛的比赛中，迪马尔科首次进入“蓝黑军团”的意甲比赛大名单中，但并没有获得出场机会。2015年5月31日，在国米4-3险胜恩波利的赛季收官战中，迪马尔科于第89分钟时替补登场，换下了帕拉西奥，完成了意甲首秀。
2023年12月30日，迪馬爾科與國際米蘭續約至2027年。

#### 被外租至阿斯科利
2016年1月，国际米兰官方宣布，迪马尔科将租借加盟意乙球队阿斯科利，租期6个月。3月6日，在阿斯科利主场0-0战平拉蒂纳的意乙比赛中，迪马尔科首发登场，在第81分钟时被德尔法布罗换下，完成了新东家首秀。在这段为期半个赛季的租借中，迪马尔科出场15次，送出了4次助攻。

#### 被外租至恩波利
2016年7月1日，国际米兰官方宣布，迪马尔科将租借加盟另一支意甲球队恩波利，租期一个赛季。2016年8月28日，在恩波利客场0-2不敌乌迪内斯的意甲比赛中，迪马尔科首发登场，在第69分钟时被赞贝利换下，完成了新东家首秀。11月29日，在恩波利1-2不敌切塞纳的意大利杯第四轮比赛中，迪马尔科打满常规时间90分钟及加时赛30分钟，但未能帮助球队晋级。在赛季结束后，他合计为恩波利出战13场比赛，但球队不幸降级至意乙联赛。

### 锡永
2017年6月30日，迪马尔科被国际米兰出售至瑞士超球队锡永，转会费为391万欧元。2017年7月23日，在锡永客场1-0击败图恩的瑞士超比赛中，迪马尔科首发登场，完成了新东家首秀，但在第41分钟时由于脚踝伤势被马塞拉斯换下。

### 回归国米
2018年7月5日，国际米兰选择激活迪马尔科合同中的回购条款，转会费为700万欧元。

#### 被外租至帕尔马
2018年8月7日，迪马尔科被外租至意甲球队帕尔马，后者拥有买断的选项。8月12日，在帕尔马0-1不敌比萨的意大利杯第三轮比赛中，迪马尔科首发登场，完成了新东家首秀。9月16日，在帕尔马于圣西罗球场1-0击败国际米兰的比赛中，迪马尔科攻入了全场的唯一一粒进球，打开了在意甲的进球账户。

#### 被外租至维罗纳
2020年1月31日，迪马尔科再次被国米外租，这一次他的下家为维罗纳，后者在赛季结束后可选择激活买断条款。2020年9月9日，维罗纳与国际米兰达成一致，他的租期将会延长一个赛季。

## 国家队生涯
2013年，迪马尔科随意大利U-17国少队夺得了2013年斯洛伐克欧少赛的亚军，但球队却在世少赛第二轮中便被淘汰出局。他也随意大利U-19国青队参加了2016年欧青赛，帮助球队闯进决赛。在该届赛事中，迪马尔科合计打入4球，包括3粒点球与1粒任意球。
2017年，迪马尔科随队参加了2017年韩国世青赛，意大利U-20也获得了季军的好成绩。
2018年3月22日，在意大利1-1战平挪威的友谊赛中，迪马尔科替补登场，换下佩泽拉，完成了U-21首秀。9月11日，在意大利3-1击败阿尔巴尼亚的友谊赛中，迪马尔科攻入了一球，打开了在意大利U-21的进球账户。
2022年6月4日，迪马尔科在博洛尼亚對陣德國的歐洲足協國家聯賽中首次代表意大利国家足球队亮相。

## 比赛风格与技术特点
迪马尔科曾是一名极具潜力的年轻球员，他是一名主要司职左后卫的左脚球员，但他也能偶尔客串右后卫位置。速度快、不知疲倦的跑动、门前的视野、精准与极具力量的射门、极佳的比赛阅读能力，这些都是迪马尔科身上的标签，因此他在攻防两端经常会表现不错。尽管他的身材矮小，并没有很大的模型，但他也拥有强大的力量和良好的技术。

## 生涯数据

### 俱乐部
最後更新：2021年5月23日
| 俱乐部           | 赛季     | 联赛 | 联赛 | 杯赛 | 杯赛 | 欧战 | 欧战 | 其他 | 其他 | 合计 | 合计 |
| 俱乐部           | 赛季     | 出场 | 进球 | 出场 | 进球 | 出场 | 进球 | 出场 | 进球 | 出场 | 进球 |
| ---------------- | -------- | ---- | ---- | ---- | ---- | ---- | ---- | ---- | ---- | ---- | ---- |
| 国际米兰         | 2014–15  | 1    | 0    | 0    | 0    | 1    | 0    | –    | –    | 2    | 0    |
| 阿斯科利（外租） | 2015–16  | 12   | 0    | 0    | 0    | –    | –    | –    | –    | 12   | 0    |
| 恩波利（外租）   | 2016–17  | 15   | 0    | 1    | 0    | –    | –    | –    | –    | 16   | 0    |
| 锡永             | 2017–18  | 9    | 0    | 0    | 0    | 0    | 0    | –    | –    | 9    | 0    |
| 帕尔马（外租）   | 2018–19  | 13   | 1    | 1    | 0    | –    | –    | –    | –    | 14   | 1    |
| 国际米兰         | 2019–20  | 3    | 0    | 1    | 0    | 0    | 0    | –    | –    | 4    | 0    |
| 国际米兰         | 合计     | 4    | 0    | 1    | 0    | 1    | 0    | –    | –    | 6    | 0    |
| 维罗纳（外租）   | 2019–20  | 13   | 0    | 0    | 0    | –    | –    | –    | –    | 13   | 0    |
| 维罗纳（外租）   | 2020–21  | 35   | 5    | 2    | 0    | –    | –    | –    | –    | 37   | 5    |
| 维罗纳（外租）   | 合计     | 48   | 5    | 2    | 0    | 1    | 0    | –    | –    | 50   | 5    |
| 生涯合计         | 生涯合计 | 101  | 6    | 5    | 0    | 1    | 0    | –    | –    | 107  | 6    |

1. ↑  在欧联杯中的出场
2. ↑  在欧冠中的出场

## 荣誉

### 球會
國際米蘭
- 意大利足球甲级联赛冠軍：2023/24賽季[29]
- 意大利盃冠軍：2021/22、2022/23賽季
- 義大利超級盃冠軍：2021、2022、2023年

### 国家队
意大利U-17
- 欧少赛亚军：2013（英语：2013 UEFA European Under-17 Championship）[30]

意大利U-19
- 欧青赛亚军：2016（英语：2016 UEFA European Under-19 Championship）[31]

意大利U-20
- 世青赛季军（铜牌）：2017[32]